# Publio Calvisio Rusón (cónsul 79)
Publio Calvisio Rusón (en latín, Publius Calvius Ruso) fue un senador romano que desarrolló su carrera política en la segunda mitad del siglo I, bajo los imperios de Nerón, Vespasiano y Tito.

## Familia
Era hijo de Publio Calvisio Rusón, consul suffectus en 53, bajo Claudio, y hermano de Publio Calvisio Rusón Julio Frontino, consul suffectus en 84, bajo Domiciano.

## Carrera
Su primer cargo fue el de consul suffectus en 79, sustituyendo a Tito poco después de convertirse en emperador al fallecer su padre Vespasiano. Su carrera culminó bajo Domiciano en 92-93 como  procónsul de la provincia Asia.